# A fost odată ... Terra
A fost odată ... Terra (în franceză Il était une fois... notre Terre, în engleză Once Upon a Time... Planet Earth) este un serial de animație educativ francez creat și regizat de Albert Barillé. Este al șaptelea serial al francizei A fost odată.... Serialul se concentrează pe păstrarea mediului natural și avertizări despre încălzirea globală, efectul de seră, poluare și altele. 26 de episoade au fost produse. Este ultimul serial regizat, semnat și produs de Albert Barillé înainte de moartea sa în 2009.
În România, serialul a fost difuzat pe canalul TV Da Vinci Learning.

## Lista episoadelor
| Nr. episod | Nume                             |
| ---------- | -------------------------------- |
| 1          | Apărătorii Planetei              |
| 2          | Clima în nordul extrem           |
| 3          | Apa prețioasă din India          |
| 4          | Apa prețioasă din Sahel          |
| 5          | Pădurea amazoniană               |
| 6          | Energia e pe terminate           |
| 7          | Comerțul echitabil               |
| 8          | Oceane în pericol                |
| 9          | Ecosistemul                      |
| 10         | Apa Pământului                   |
| 11         | Sărăcia                          |
| 12         | Pădurile lumii                   |
| 13         | Pescuitul în exces               |
| 14         | Cum a apărut clima               |
| 15         | Agricultura                      |
| 16         | Biodiversitatea                  |
| 17         | Efectele schimbării climatice    |
| 18         | Reciclarea                       |
| 19         | Femeile în lume                  |
| 20         | Copii la muncă și la război      |
| 21         | Energii alternative              |
| 22         | Casa și orașul                   |
| 23         | Soluții pentru schimbarea climei |
| 24         | Sănătatea copiilor și educația   |
| 25         | Noile tehnologii                 |
| 26         | Ce va fi mâine ?                 |